# Јужна Осетија
Јужна Осетија (рус. Южная Осетия), званично Република Јужна Осетија (рус. Республика Южная Осетия) је једнострано проглашена, делимично призната држава на територији Грузије. Власти Јужне Осетије је сматрају независном републиком, док је власти Грузије сматрају територијом у саставу Грузије. Јужну Осетију је као независну државу до сада признало пет суверених држава (Русија, Никарагва, Науру, Венецуела и Сириja), док међународне организације попут УН-а, ОЕБС-а, Европске уније итд. је сматрају делом Грузије.

## Политички статус
У време Совјетског Савеза, Јужна Осетија је имала статус аутономне области, а независност од Грузије је прогласила 1991. године. Уједињене нације, Европска унија, ОЕБС, НАТО и већина земаља света не признају Јужну Осетију као независну државу и сматрају је делом Грузије, иако власти Јужне Осетије у потпуности контролишу целокупну територију Јужне Осетије и фактички су потпуно независне од грузијских власти. Јужна Осетија је одржала два референдума о независности: први референдум је одржан 1992. године, али га међународна заједница није сматрала легитимним, тако да је одржан и други референдум 12. децембра 2006. године. Према очекивањима, већина гласача је гласала за независност од Грузије. Овај референдум тада нису признали УН, ЕУ, ОЕБС, НАТО и Руска Федерација, која је две године касније ипак признала Јужну Осетију као независну државу. Примедбе на легитимност референдума тицале су се питања недостатка суделовања етничких Грузина на њему, као и оптужби на рачун сумњиве законитости референдума који нису признале грузијске власти у Тбилисију.
Уз овај референдум о независности, одржани су и алтернативни избори у деловима Јужне Осетије које је тада контролисала Грузија, на којима је Дмитриј Санакојев изабран као алтернативни председник Јужне Осетије. Влада Санакојева била је позната као Алтернативна влада Јужне Осетије, да би 2007. године од грузијских власти била званично призната као Привремена администрација Јужне Осетије, а простор Јужне Осетије је од стране грузијских власти тада званично третиран као Привремени административни ентитет Јужна Осетија. Пре тога, од званичног укидања аутономије Јужне Осетије од стране грузијских власти 1990. године, па до званичног формирања привременог административног ентитета 2007. године, власти Грузије су сматрале подручје Јужне Осетије делом грузијске регије (мкхаре) Шида Картли и нису је третирале као дејуре засебно управно подручје или ентитет. У Грузији се за подручје Јужне Осетије незванично користио и назив Самачабло (по историјском средњовековном имену), а однедавно и назив регија Цхинвали (по главном граду Јужне Осетије).
После осетско-грузијског рата 2008. године, грузијске власти губе контролу над деловима територије Јужне Осетије коју су контролисале, а влада Дмитрија Санакојева одлази у егзил.

## Географија
Јужна Осетија заузима подручје од око 3.900 km² на јужној страни Кавказа и планинама је одвојена од Северне Осетије (дела Руске Федерације), а протеже се јужно скоро до реке Мтквари у Грузији. Подручје је веома брдовито, па се већи део територије Јужне Осетије налази изнад 1.000 метара надморске висине.

## Историја

### Рана историја
Осети су у прошлости били познати као Алани и потомци су скитско-сарматских племена пореклом из средишње Азије, чији су припадници говорили иранским језицима. Њихово покрштавање се одвијало у раном средњем веку под византијским, грузијским и руским утицајем. Према осетским историчарима, подручје данашње Јужне Осетије улазило је у састав средњовековне Краљевине Аланије.
За време монголске владавине, Осети су истерани са својих подручја јужно од реке Дон у данашњој Русији, те делимично мигрирају на кавкаске планине и преко њих, у Грузију. Осети су били настањени у три предеоне етнографске целине:  предео Дигор на западу је потпао под утицај Кабардинаца, који су ширили ислам, предео Туалаг на југу у који су се Осети склонили од монголских освајача је постао оно што је данас Јужна Осетија, а предео Ирон на северу је постао оно што је данас Северна Осетија, која је у склопу руске државе од 1767. године. Данас су већина Осета хришћани (око 61%) али са значајном муслиманском мањином.
Током средњовековне грузијске владавине, подручје данашње Јужне Осетије било је у саставу грузијске кнежевине Самачабло, да би у 16. веку ушло у састав Персије, која њиме управља све до 19. века.

### Јужна Осетија у саставу Русије и Совјетског Савеза
Просторе Јужне Осетије и Грузије Русија је анектирала 1801. године, што је потврђено Гулистанским споразумом из 1813. године. Након револуције у Русији 1917. године, подручје Јужне Осетије постаје део мењшевистичке Грузијске Демократске Републике, док је подручје Северне Осетије укључено у Теречку совјетску републику. Грузијска мењшевистичка влада оптужила је Осете да сарађују са руским бољшевицима, а серија осетских побуна избила је између 1918. и 1920. године, да би се 1920. године на подручју Јужне Осетије догодио сукоб између снага грузијске мењшевистичке владе и осетских снага које су предводили осетски и грузијски бољшевици. Током сукоба убијено је око 5.000 Осета, а више од 13.000 је накнадно умрло од глади и болести.
Пошто је 1921. године Црвена армија заузела Грузију, нове совјетске власти су у априлу 1922. године формирале Јужноосетску аутономну област, која је била део Грузијске ССР и Совјетског Савеза.

### Грузијско-осетски сукоб
Напетости у регији почеле су растом национализма код Грузина и Осета 1989. године. Пре овога, ове две етничке заједнице живеле су у миру једна са другом, изузев у периоду између 1918. и 1920. године. Постојао је и велик број мешовитих бракова међу припадницима два народа.
Јужноосетски народни фронт (Адæмон Ныхас) формиран је 1988. године, а следеће 1989. године Јужна Осетија је изнела захтев да јој се статус уздигне у ранг аутономне републике. Јавили су се и захтеви за уједињење са Северном Осетијом. Грузијска влада је 1989. године прогласила грузијски језик као једини службени језик у земљи. У совјетско време је уз грузијски, службени језик био и руски, што је истакнуто у уставима из 1936. и 1979. године. Ово је изазвало узбуну у Јужној Осетији, чије вође су захтевале и употребу осетског у њиховој земљи. Осетска мањина је и даље захтевала већу аутономију, што није одобравала грузијска власт.
Грузијске власти су 1990. године донеле закон којим се забрањују све регионалне партије, што је од стране Осета протумачено као дело против Јужноосетског народног фронта. Реагујући на ово, Осети су 20. септембра 1990. године прогласили Јужноосетску демократску републику, а контрапотез грузијске владе било је званично укидање аутономије Јужне Осетије 11. децембра 1990. године.
Крајем 1990. и почетком 1991. године, избили су насилни инциденти и ратни сукоби, током којих су нападнута и спаљена многа осетинска села, те грузијске куће и школе у Цхинвалу. Црни биланс ових сукоба чини око 1000 погинулих и између 60.000 и 100.000 избеглица који су избегли или у Северну Осетију или у Грузију. Многи Осети из Јужне Осетије су се населили у ненасељена подручја Северне Осетије из којих је 1944. Стаљин избацио Ингуше, што је довело до сукоба између Осета и Ингуша на бившем ингушком подручју. Само 15% укупне популације Осета данас живи у Јужној Осетији.
Године 1992, Грузија је пристала на прекид ватре како би избегла веће сукобе с Русијом. Грузијска и јужноосетијска влада су пристале на споразум којим се избегава насиље, а Грузија је пристала да не уводи санкције против Јужне Осетије. Грузијска влада је, међутим, задржала контролу над неким деловима територије Јужне Осетије. Тада су основане осетијске, руске и грузијске мировне снаге. ОЕБС је 6. новембра 1992. године, покренуо мисију у Грузији којом се надзиру мировне операције. Од тада до средине 2004. године, ситуација у Јужној Осетији је била релативно мирна. У јуну 2004. започеле су нове напетости узроковане појачаним грузијским тежњама да поврате контролу над отцепљеном регијом. Догађали су се разни случајеви напада, бомбардовања и узимања талаца у којима је погинуло или рањено десетине људи. Прекид насиља је поново договорен 13. августа, али је често био нарушаван.
До осетско-грузијског рата 2008. године, део територије Јужне Осетије био је под контролом јужноосетијске, а други део под контролом грузијске владе. Грузијска војска је 07. августа 2008. у циљу преузимања контроле над отцепљеним подручјем напала територију Јужне Осетије а руски тенкови су већ сутрадан кренули у одбрану становника Јужне Осетије, који већином имају руско држављанство, и својих мировних трупа. Руска војска је у року од неколико дана преузела контролу над већином територије Јужне Осетије укључујући и главни град Цхинвал. После грузијског војног пораза, целокупна територија Јужне Осетије долази под контролу јужноосетијске владе, а Русија признаје Јужну Осетију као независну државу, што су касније такође учиниле Никарагва и Венецуела.

## Административна подела
Територија Јужне Осетије административно је подељена на 4 рејона и 2 града:
- рејон Дзау
- рејон Знаур
- рејон Ленингор
- рејон Цхинвал
- град Цхинвал
- град Квајса

## Демографија

### Подаци из 1989. године
По попису из 1989. године, у Јужној Осетији живеле су следеће етничке групе:
- Осети = 65.233 (66,2%)
- Грузини = 28.544 (28,9%)
- Руси = 2.128 (2,1%)
- Јермени = 984 (1,0%)
- Јевреји = 396 (0,4%)

### Подаци из 2008. године
По подацима из 2008. године, у Јужној Осетији живеле су следеће етничке групе:
- Осети = 46.289 (64,3%)
- Грузини = 18.000 (25,0%)
- Руси = 2.016 (2,8%)
- Јермени = 871 (1,21%)
- Јевреји = 648 (0,9%)

### Подаци из 2012. године
По подацима из 2012. године, у Јужној Осетији живеле су следеће етничке групе:
- Осети = 45.950 (89,1%)
- Грузини = 4.590 (8,9%)
- Руси = 500 (1,0%)
- Јермени = 0
- Јевреји = 0

## Религија
Главна религија у Јужној Осетији је Православље.

## Градови
У Јужној Осетији статус урбаних насеља имају само Цхинвали и Кваиса. Сва остала насеља су села. По процени из 2012. године, град Цхинвали је имао 28.664 становника.

## Привреда
Привреда је добрим делом заснована на пољопривреди, иако је обрадиво свега 10% територије. Највише се узгајају житарице, воће и вино. Шумарство и узгој стоке је такође развијен, индустрија постоји посебно око главног града Цхинвалија.
Након рата с Грузијом 1990-их, економско стање у Јужној Осетији постало је тешко. Запосленост и залихе су ретки. Грузија је прекинула снабдевање електричном енергијом, па је Јужна Осетија била присиљена направити далеководе до Северне Осетије. Већина становништва преживљава од пољопривреде. Практично једино важно економско добро Јужне Осетије је контрола над тунелом „Роки“ који повезује Русију и Јужну Осетију и од којег јужноосетијска влада добија скоро трећину буџета убирањем царина на робни промет.